# John Palliser
Pour les articles homonymes, voir Palliser.
John Palliser (29 janvier 1817 – 18 août 1887) est un géographe et explorateur canadien. Né à Comragh, dans le comté de Waterford, Irlande, il est le fils du colonel Wray Palliser et le frère de Sir William Palliser. Il est également parent de l'évêque protestant de Cashel, William Palliser.

## Biographie
De 1839 à 1863, Palliser s'engagea dans l'armée et devint capitaine dans l'artillerie de Waterford. Il fut également le Shérif de Waterford. Sa première expédition de chasse eut lieu en 1847 dans l'ouest des États-Unis. C'est à cette période que Palliser écrivit Excursion solitaire et aventures d'un chasseur dans les Prairies, qui fut publié en 1853. Il retourna aux États-Unis en tant que commandant de Expédition britannique d'exploration d'Amérique du Nord, qui traversa des régions encore non cartographiées d'Amérique du Nord entre 1857 et 1861. Il réalisa une délimitation topographique de la frontière entre le Canada et les États-Unis, depuis le lac Supérieur jusqu'aux côtes de l'océan Pacifique. Il fut assisté, lors de cette expédition par un astronome, le Lieutenant Thomas Blakiston de la Royal Artillery, un botaniste Eugène Bourgeau, et un géologue le Docteur James Hector.
Ses voyages au Canada lui permirent d'explorer un certain nombre de rivières :
- la rivière White Fish
- la rivière Kaministiquia
- la Rivière Saskatchewan-nord
- la Rivière Saskatchewan-sud
- la Red River

Il rentra en Irlande en 1862 pour présenter ses découvertes au Parlement britannique. Les informations contenues dans son rapport furent déterminantes pour que ce dernier retire la possession de la Terre de Rupert (zone comprenant tous les fleuves se jetant dans la baie d'Hudson) à la Hudson's Bay Company avec le Deed of Surrender, en 1869. Ceci inaugura une nouvelle ère de colonisation et de développement pour le Canada de l'ouest.
Palliser se laissait parfois aller à l'espionnage ; des rumeurs prétendent qu'il travaillait en réalité pour le compte de certaines îles des Caraïbes, et des États confédérés aux États-Unis.
En 1869, il voyagea en Nouvelle-Zemble en Russie, avec son autre frère Frederick Palliser à bord du Sampson.
Palliser ne se maria jamais, et à l'heure de la retraite, il se retira en Irlande, où il passa le restant de ses jours à s'occuper de sa famille, qui était originaire du pays. Il mourut dans le comté de Waterford en 1887 et fut nommé à titre posthume Compagnion de Saint Michel et Saint George (CGM).
L'Hôtel Palliser à Calgary, (Alberta) a été nommé en son honneur.